# Сборная Северной Ирландии по футболу
Сборная Северной Ирландии по футболу (ирл. Foireann sacair náisiúnta Thuaisceart Éireann, англ. Northern Ireland national football team) — представляет Северную Ирландию в международных матчах и турнирах по футболу. Управляющая организация — Ирландская футбольная ассоциация. До 1921 года ИФА представляла всю Ирландию; в 1921—1950 претендовала на представительство всей Ирландии параллельно со вновь созданной Футбольной ассоциацией Ирландии, которая ныне руководит сборной Республики Ирландия; многие игроки играли за обе сборные. С 1950 года после вмешательства ФИФА за сборную стали играть лишь футболисты из Северной Ирландии. До 1953 года выступала под названием «Сборная Ирландии»; затем ФИФА приняла решение, что ни одна из двух ирландских сборных не может носить такое название; нынешняя сборная Ирландии по футболу официально называется «сборная Республики Ирландия».
По состоянию на 30 ноября 2023 года сборная в рейтинге ФИФА занимает 72-е место.

## Тренерский штаб
- Главный тренер:  Майкл О’Нилл
- Помощник тренера:  Джимми Николл
- Старший тренер:  Аарон Хьюз
- Старший тренер:  Диармуйд О'Кэрролл[англ.]
- Тренер вратарей:  Дэвид Роуз[англ.]
- Аналитик:  Мэтью Кроуфорд
- Главный физиотерапевт:  Кэролайн Вудс

## Статистика выступлений в крупнейших турнирах

### Чемпионаты мира
| Финальные турниры | Финальные турниры      | Финальные турниры      | Финальные турниры      | Финальные турниры      | Финальные турниры      | Финальные турниры      | Финальные турниры      | Финальные турниры      |                        | Отборочные турниры             | Отборочные турниры | Отборочные турниры | Отборочные турниры | Отборочные турниры | Отборочные турниры | Отборочные турниры |
| Год               | Результат              | Место                  | И                      | В                      | Н                      | П                      | ГЗ                     | ГП                     | Место                  | И                              | В                  | Н                  | П                  | ГЗ                 | ГП                 |                    |
| ----------------- | ---------------------- | ---------------------- | ---------------------- | ---------------------- | ---------------------- | ---------------------- | ---------------------- | ---------------------- | ---------------------- | ------------------------------ | ------------------ | ------------------ | ------------------ | ------------------ | ------------------ | ------------------ |
| 1954              | Не прошла квалификацию | Не прошла квалификацию | Не прошла квалификацию | Не прошла квалификацию | Не прошла квалификацию | Не прошла квалификацию | Не прошла квалификацию | Не прошла квалификацию | 3/4                    | 3                              | 1                  | 0                  | 2                  | 4                  | 7                  |                    |
| 1958              | Четвертьфинал          | 8                      | 5                      | 2                      | 1                      | 2                      | 6                      | 10                     | 1/3                    | 4                              | 2                  | 1                  | 1                  | 6                  | 3                  |                    |
| 1962              | Не прошла квалификацию | Не прошла квалификацию | Не прошла квалификацию | Не прошла квалификацию | Не прошла квалификацию | Не прошла квалификацию | Не прошла квалификацию | Не прошла квалификацию | 2/3                    | 4                              | 1                  | 0                  | 3                  | 7                  | 8                  |                    |
| 1966              | Не прошла квалификацию | Не прошла квалификацию | Не прошла квалификацию | Не прошла квалификацию | Не прошла квалификацию | Не прошла квалификацию | Не прошла квалификацию | Не прошла квалификацию | 2/4                    | 6                              | 3                  | 2                  | 1                  | 9                  | 5                  |                    |
| 1970              | Не прошла квалификацию | Не прошла квалификацию | Не прошла квалификацию | Не прошла квалификацию | Не прошла квалификацию | Не прошла квалификацию | Не прошла квалификацию | Не прошла квалификацию | 2/3                    | 4                              | 2                  | 1                  | 1                  | 7                  | 3                  |                    |
| 1974              | Не прошла квалификацию | Не прошла квалификацию | Не прошла квалификацию | Не прошла квалификацию | Не прошла квалификацию | Не прошла квалификацию | Не прошла квалификацию | Не прошла квалификацию | 3/4                    | 6                              | 0                  | 0                  | 6                  | 0                  | 6                  |                    |
| 1978              | Не прошла квалификацию | Не прошла квалификацию | Не прошла квалификацию | Не прошла квалификацию | Не прошла квалификацию | Не прошла квалификацию | Не прошла квалификацию | Не прошла квалификацию | 3/4                    | 6                              | 2                  | 1                  | 3                  | 7                  | 6                  |                    |
| 1982              | Второй групповой этап  | 9                      | 5                      | 1                      | 3                      | 1                      | 5                      | 7                      | 2/5                    | 8                              | 3                  | 3                  | 2                  | 6                  | 3                  |                    |
| 1986              | Групповой этап         | 21                     | 3                      | 0                      | 1                      | 2                      | 2                      | 6                      | 2/5                    | 8                              | 4                  | 2                  | 2                  | 8                  | 5                  |                    |
| 1990              | Не прошла квалификацию | Не прошла квалификацию | Не прошла квалификацию | Не прошла квалификацию | Не прошла квалификацию | Не прошла квалификацию | Не прошла квалификацию | Не прошла квалификацию | Не прошла квалификацию | 4/5                            | 8                  | 2                  | 1                  | 5                  | 6                  | 12                 |
| 1994              | Не прошла квалификацию | Не прошла квалификацию | Не прошла квалификацию | Не прошла квалификацию | Не прошла квалификацию | Не прошла квалификацию | Не прошла квалификацию | Не прошла квалификацию | Не прошла квалификацию | 4/7                            | 12                 | 5                  | 3                  | 4                  | 14                 | 13                 |
| 1998              | Не прошла квалификацию | Не прошла квалификацию | Не прошла квалификацию | Не прошла квалификацию | Не прошла квалификацию | Не прошла квалификацию | Не прошла квалификацию | Не прошла квалификацию | Не прошла квалификацию | 5/6                            | 10                 | 1                  | 4                  | 5                  | 6                  | 10                 |
| 2002              | Не прошла квалификацию | Не прошла квалификацию | Не прошла квалификацию | Не прошла квалификацию | Не прошла квалификацию | Не прошла квалификацию | Не прошла квалификацию | Не прошла квалификацию | Не прошла квалификацию | 5/6                            | 10                 | 3                  | 2                  | 5                  | 11                 | 12                 |
| 2006              | Не прошла квалификацию | Не прошла квалификацию | Не прошла квалификацию | Не прошла квалификацию | Не прошла квалификацию | Не прошла квалификацию | Не прошла квалификацию | Не прошла квалификацию | Не прошла квалификацию | 4/6                            | 10                 | 2                  | 3                  | 5                  | 10                 | 18                 |
| 2010              | Не прошла квалификацию | Не прошла квалификацию | Не прошла квалификацию | Не прошла квалификацию | Не прошла квалификацию | Не прошла квалификацию | Не прошла квалификацию | Не прошла квалификацию | Не прошла квалификацию | 4/6                            | 10                 | 4                  | 3                  | 3                  | 13                 | 9                  |
| 2014              | Не прошла квалификацию | Не прошла квалификацию | Не прошла квалификацию | Не прошла квалификацию | Не прошла квалификацию | Не прошла квалификацию | Не прошла квалификацию | Не прошла квалификацию | Не прошла квалификацию | 5/6                            | 10                 | 1                  | 4                  | 5                  | 9                  | 17                 |
| 2018              | Не прошла квалификацию | Не прошла квалификацию | Не прошла квалификацию | Не прошла квалификацию | Не прошла квалификацию | Не прошла квалификацию | Не прошла квалификацию | Не прошла квалификацию | Не прошла квалификацию | 2*/6                           | 12                 |                    |                    |                    |                    |                    |
| 2022              | Не прошла квалификацию | Не прошла квалификацию | Не прошла квалификацию | Не прошла квалификацию | Не прошла квалификацию | Не прошла квалификацию | Не прошла квалификацию | Не прошла квалификацию | Не прошла квалификацию | Чемпионат мира по футболу 2022 |                    |                    |                    |                    |                    |                    |
| Всего             | Лучший: Четвертьфинал  | Участие: 3/17          | 13                     | 3                      | 5                      | 5                      | 13                     | 23                     |                        | 122                            | 37                 | 34                 | 51                 | 129                | 143                |                    |

- проиграла в стыковых матчах

### Чемпионаты Европы
| Финальные турниры | Финальные турниры      | Финальные турниры      | Финальные турниры      | Финальные турниры      | Финальные турниры      | Финальные турниры      | Финальные турниры      | Финальные турниры      |                      | Отборочные турниры   | Отборочные турниры   | Отборочные турниры   | Отборочные турниры   | Отборочные турниры   | Отборочные турниры   | Отборочные турниры |
| Год               | Результат              | Место                  | И                      | В                      | Н                      | П                      | ГЗ                     | ГП                     | Место                | И                    | В                    | Н                    | П                    | ГЗ                   | ГП                   |                    |
| ----------------- | ---------------------- | ---------------------- | ---------------------- | ---------------------- | ---------------------- | ---------------------- | ---------------------- | ---------------------- | -------------------- | -------------------- | -------------------- | -------------------- | -------------------- | -------------------- | -------------------- | ------------------ |
| 1960              | Не принимала участие   | Не принимала участие   | Не принимала участие   | Не принимала участие   | Не принимала участие   | Не принимала участие   | Не принимала участие   | Не принимала участие   | Не принимала участие | Не принимала участие | Не принимала участие | Не принимала участие | Не принимала участие | Не принимала участие | Не принимала участие |                    |
| 1964              | Не прошла квалификацию | Не прошла квалификацию | Не прошла квалификацию | Не прошла квалификацию | Не прошла квалификацию | Не прошла квалификацию | Не прошла квалификацию | Не прошла квалификацию | 1/8 финала           | 4                    | 2                    | 1                    | 1                    | 5                    | 2                    |                    |
| 1968              | Не прошла квалификацию | Не прошла квалификацию | Не прошла квалификацию | Не прошла квалификацию | Не прошла квалификацию | Не прошла квалификацию | Не прошла квалификацию | Не прошла квалификацию | 4/4                  | 6                    | 1                    | 1                    | 4                    | 2                    | 8                    |                    |
| 1972              | Не прошла квалификацию | Не прошла квалификацию | Не прошла квалификацию | Не прошла квалификацию | Не прошла квалификацию | Не прошла квалификацию | Не прошла квалификацию | Не прошла квалификацию | 3/4                  | 6                    | 2                    | 2                    | 2                    | 10                   | 6                    |                    |
| 1976              | Не прошла квалификацию | Не прошла квалификацию | Не прошла квалификацию | Не прошла квалификацию | Не прошла квалификацию | Не прошла квалификацию | Не прошла квалификацию | Не прошла квалификацию | 2/4                  | 6                    | 3                    | 0                    | 3                    | 8                    | 5                    |                    |
| 1980              | Не прошла квалификацию | Не прошла квалификацию | Не прошла квалификацию | Не прошла квалификацию | Не прошла квалификацию | Не прошла квалификацию | Не прошла квалификацию | Не прошла квалификацию | 2/5                  | 8                    | 4                    | 1                    | 3                    | 8                    | 14                   |                    |
| 1984              | Не прошла квалификацию | Не прошла квалификацию | Не прошла квалификацию | Не прошла квалификацию | Не прошла квалификацию | Не прошла квалификацию | Не прошла квалификацию | Не прошла квалификацию | 2/5                  | 8                    | 5                    | 1                    | 2                    | 8                    | 5                    |                    |
| 1988              | Не прошла квалификацию | Не прошла квалификацию | Не прошла квалификацию | Не прошла квалификацию | Не прошла квалификацию | Не прошла квалификацию | Не прошла квалификацию | Не прошла квалификацию | 3/4                  | 6                    | 1                    | 1                    | 4                    | 2                    | 10                   |                    |
| 1992              | Не прошла квалификацию | Не прошла квалификацию | Не прошла квалификацию | Не прошла квалификацию | Не прошла квалификацию | Не прошла квалификацию | Не прошла квалификацию | Не прошла квалификацию | 3/5                  | 8                    | 2                    | 3                    | 3                    | 11                   | 11                   |                    |
| 1996              | Не прошла квалификацию | Не прошла квалификацию | Не прошла квалификацию | Не прошла квалификацию | Не прошла квалификацию | Не прошла квалификацию | Не прошла квалификацию | Не прошла квалификацию | 3/6                  | 10                   | 5                    | 2                    | 3                    | 20                   | 15                   |                    |
| 2000              | Не прошла квалификацию | Не прошла квалификацию | Не прошла квалификацию | Не прошла квалификацию | Не прошла квалификацию | Не прошла квалификацию | Не прошла квалификацию | Не прошла квалификацию | 4/5                  | 8                    | 1                    | 2                    | 5                    | 4                    | 19                   |                    |
| 2004              | Не прошла квалификацию | Не прошла квалификацию | Не прошла квалификацию | Не прошла квалификацию | Не прошла квалификацию | Не прошла квалификацию | Не прошла квалификацию | Не прошла квалификацию | 5/5                  | 8                    | 0                    | 3                    | 5                    | 0                    | 8                    |                    |
| 2008              | Не прошла квалификацию | Не прошла квалификацию | Не прошла квалификацию | Не прошла квалификацию | Не прошла квалификацию | Не прошла квалификацию | Не прошла квалификацию | Не прошла квалификацию | 3/7                  | 12                   | 6                    | 2                    | 4                    | 17                   | 14                   |                    |
| 2012              | Не прошла квалификацию | Не прошла квалификацию | Не прошла квалификацию | Не прошла квалификацию | Не прошла квалификацию | Не прошла квалификацию | Не прошла квалификацию | Не прошла квалификацию | 5/6                  | 10                   | 2                    | 3                    | 5                    | 9                    | 13                   |                    |
| 2016              | 1/8 финала             | 16                     | 4                      | 1                      | 0                      | 3                      | 2                      | 3                      | 1/6                  | 10                   | 6                    | 3                    | 1                    | 16                   | 8                    |                    |
| 2020              | Не прошла квалификацию | Не прошла квалификацию | Не прошла квалификацию | Не прошла квалификацию | Не прошла квалификацию | Не прошла квалификацию | Не прошла квалификацию | Не прошла квалификацию | 3/5                  | 8                    | 4                    | 1                    | 3                    | 9                    | 13                   |                    |
| 2024              | Не прошла квалификацию | Не прошла квалификацию | Не прошла квалификацию | Не прошла квалификацию | Не прошла квалификацию | Не прошла квалификацию | Не прошла квалификацию | Не прошла квалификацию | 5/6                  | 10                   | 3                    | 0                    | 7                    | 9                    | 13                   |                    |
| Всего             | Лучший: 1/8 финала     | Участие: 1/15          | 4                      | 1                      | 0                      | 3                      | 2                      | 3                      |                      |                      | 128                  | 47                   | 26                   | 55                   | 138                  | 164                |

## Текущий состав
Следующие игроки были вызваны в состав сборной главным тренером Майклом О’Ниллом для участия в матчах квалификации Евро-2024 против сборной Сан-Марино (23 марта 2023) и сборной Финляндии (26 марта 2023).
Игры и голы приведены по состоянию на 30 марта 2023 года:
|  | Вр  | Бэйли Пикок-Фаррелл | 29 октября 1996 (28 лет)  | 44 | 0  | Бирмингем Сити   |  |  |
|  | Вр  | Конор Хазард        | 5 марта 1998 (27 лет)     | 4  | 0  | Селтик           |  |  |
|  | Вр  | Люк Саутвуд         | 6 декабря 1997 (27 лет)   | 1  | 0  | Челтнем Таун     |  |  |
|  |     |                     |                           |    |    |                  |  |  |
|  | Защ | Крэйг Каткарт       | 6 февраля 1989 (36 лет)   | 71 | 2  | Уотфорд          |  |  |
|  | Защ | Джамал Луис         | 25 января 1998 (27 лет)   | 30 | 0  | Ньюкасл Юнайтед  |  |  |
|  | Защ | Даниэль Баллард     | 22 сентября 1999 (25 лет) | 18 | 2  | Сандерленд       |  |  |
|  | Защ | Киарон Браун        | 14 января 1998 (27 лет)   | 14 | 0  | Оксфорд Юнайтед  |  |  |
|  | Защ | Конор Брэдли        | 9 июля 2003 (22 года)     | 12 | 0  | Болтон Уондерерс |  |  |
|  | Защ | Трэй Хьюм           | 18 марта 2002 (23 года)   | 2  | 0  | Сандерленд       |  |  |
|  | Защ | Оуэн Тол            | 15 февраля 1999 (26 лет)  | 0  | 0  | Болтон Уондерерс |  |  |
|  |     |                     |                           |    |    |                  |  |  |
|  | ПЗ  | Патрик Макнейр      | 27 апреля 1995 (30 лет)   | 60 | 6  | Мидлсбро         |  |  |
|  | ПЗ  | Шейн Фергюсон       | 12 июля 1991 (34 года)    | 57 | 2  | Ротерем Юнайтед  |  |  |
|  | ПЗ  | Джордж Сэвилл       | 1 июня 1993 (32 года)     | 44 | 0  | Миллуолл         |  |  |
|  | ПЗ  | Джордан Томпсон     | 3 января 1997 (28 лет)    | 28 | 0  | Сток Сити        |  |  |
|  | ПЗ  | Шей Чарльз          | 5 ноября 2003 (21 год)    | 6  | 0  | Манчестер Сити   |  |  |
|  | ПЗ  | Айзек Прайс         | 26 сентября 2003 (21 год) | 2  | 0  | Эвертон          |  |  |
|  | ПЗ  | Кэмерон Макгихан    | 6 апреля 1995 (30 лет)    | 1  | 0  | Остенде          |  |  |
|  | ПЗ  | Шон Госс            | 1 октября 1995 (29 лет)   | 0  | 0  | Мотеруэлл        |  |  |
|  |     |                     |                           |    |    |                  |  |  |
|  | Нап | Джош Мадженнис      | 15 мая 1990 (35 лет)      | 71 | 10 | Уиган Атлетик    |  |  |
|  | Нап | Конор Вашингтон     | 18 мая 1992 (33 года)     | 37 | 6  | Ротерем Юнайтед  |  |  |
|  | Нап | Гэвин Уайт          | 31 января 1996 (29 лет)   | 30 | 5  | Кардифф Сити     |  |  |
|  | Нап | Дион Чарльз         | 7 октября 1995 (29 лет)   | 15 | 2  | Болтон Уондерерс |  |  |
|  | Нап | Мэтти Кеннеди       | 1 ноября 1994 (30 лет)    | 3  | 0  | Абердин          |  |  |
|  | Нап | Дейл Тейлор         | 12 декабря 2003 (21 год)  | 1  | 0  | Бертон Альбион   |  |  |

## Главные тренеры
- Питер Дохерти (1951—1962)
- Берти Пикок (1962—1967)
- Билли Бингем (1967—1971)
- Терри Нил (1971—1975)
- Дейв Клементс (1975—1976)
- Дэнни Бланчфлауэр (1976—1979)
- Билли Бингем (1980—1994)
- Брайан Хэмилтон (1994—1998)
- Лори Макменеми (1998—1999)
- Сэмми Макилрой (2000—2003)
- Лори Санчес (2004—2007)
- Найджел Уортингтон (2007—2011)
- Майкл О’Нилл (2011—2020)
- Иан Бараклаф (2020—2022)
- Майкл О’Нилл (2022 — н. в.)

## Достижения
- Домашний чемпионат Великобритании, победитель (8):
  - Полноценные победы (3): 1914 (как  Ирландия), 1979/80, 1983/84
  - Разделённые победы (5): 1903, 1955/56, 1957/58, 1958/59, 1963/64

## Рекорды по количеству матчей и голов

### Рекордсмены
| # | Имя            | Карьера   | Игры | Голы |
| - | -------------- | --------- | ---- | ---- |
| 1 | Стивен Дэвис   | 2005—2022 | 140  | 13   |
| 2 | Пат Дженнингс  | 1964—1986 | 119  | 0    |
| 3 | Аарон Хьюз     | 1998—2018 | 112  | 1    |
| 4 | Джонни Эванс   | 2007—2024 | 107  | 6    |
| 5 | Дэвид Хили     | 2000—2013 | 95   | 36   |
| 6 | Мэл Донахи     | 1980—1994 | 91   | 0    |
| 7 | Кайл Лафферти  | 2006—2022 | 89   | 20   |
| 8 | Сэмми Макилрой | 1972—1987 | 88   | 5    |
| 8 | Майк Тейлор    | 1999—2011 | 88   | 0    |
| 9 | Кит Гиллеспи   | 1995—2008 | 86   | 2    |

### Бомбардиры
| # | Игрок            | Карьера    | Голы (игры) | В ср. |
| - | ---------------- | ---------- | ----------- | ----- |
| 1 | Дэвид Хили       | 2000—2013  | 36 (95)     | 0.38  |
| 2 | Кайл Лафферти    | 2006—2022  | 20 (89)     | 0.22  |
| 3 | Билли Гиллеспи   | 1913—1932  | 13 (25)     | 0.52  |
| 3 | Колин Кларк      | 1986—1993  | 13 (38)     | 0.34  |
| 4 | Джои Бэмбрик     | 1928—1940  | 12 (11)     | 1.09  |
| 4 | Джерри Армстронг | 1977—1986  | 12 (63)     | 0.19  |
| 4 | Джимми Куинн     | 1985—1996  | 12 (46)     | 0.26  |
| 4 | Иан Дауи         | 1990—2000  | 12 (59)     | 0.20  |
| 4 | Стивен Дэвис     | 2005—2022  | 12 (136)    | 0.09  |
| 5 | Джош Мадженнис   | 2010—н. в. | 11 (80)     | 0.14  |
| 5 | Олферт Стэнфилд  | 1887–1897  | 11 (30)     | 0.37  |

## Вторая сборная
Помимо главной команды существует также вторая сборная (именуемая Северная Ирландия-Б), в которую созываются футболисты, составляющие ближайший резерв основной команды. В официальных соревнованиях вторая сборная участия не принимает и проводит только товарищеские матчи, как правило, также со вторыми командами сборных других стран.

## Форма

### Поставщики
| Компания           | Период     |
| ------------------ | ---------- |
| Umbro              | 1975—1977  |
| Adidas             | 1977—1990  |
| Umbro              | 1990—1994  |
| ASICS              | 1994—1998  |
| Olympic Sportswear | 1998—1999  |
| Patrick            | 1999—2004  |
| Umbro              | 2004—2012  |
| Adidas             | 2012—н. в. |

### Домашняя
| 1922—1930 | 1931—1946 | 1946—1952 | 1953—1954 | 1954—1957 | 1957—1965 | 1965—1974 | 1974—1976 | 1976—1977 | 1977      | 1977—1980  |
| 1980—1982 | 1986—1990 | 1996—1998 | 2010—2012 | 2014—2015 | 2015—2016 | 2016—2018 | 2018—2020 | 2019—2022 | 2022—2024 | 2024—н. в. |

### Гостевая
| 1922—1930  | 1958 | 1982 | 1986 | 1995—1998 | 2014—2015 | 2015 | 2015—2018 | 2018—2019 | 2019—2022 | 2022—2024 |
| 2024—н. в. |      |      |      |           |           |      |           |           |           |           |

### Третья
| 1922—1931 | 2016—2019 |